# Tramwaje w Lavras
Tramwaje w Lavras − zlikwidowany system komunikacji tramwajowej w brazylijskim mieście Lavras, działający w latach 1911−1967. 

## Historia
Budowę linii tramwajowej pomiędzy stacją kolejową a miastem rozpoczęła w 1910 spółka EFOM. Otwarcie linii nastąpiło 21 października 1911. Trasa tramwajowa mierzyła około 3 km, a rozstaw toru wynosił 1000 mm. Przed dworcem kolejowym została zbudowana pętla, natomiast na drugiej końcówce był ślepo zakończony tor. Po drugiej wojnie światowej linia tramwajowa została skrócona z Rua João Modesto do Praça dos Trabalhadores. Linię tramwajową zlikwidowano 8 listopada 1967. 

## Tabor
Do obsługi linii spółka EFOM zakupiła dwa dwuosiowe tramwaje wyprodukowane przez Waggonfabrik Falkenried z Hamburga. Wagony były otwarte i miały po 11 ławek. Wagonom nadano nr 1 i 2. W czerwcu 1963 pozyskano z likwidowanej sieci tramwajowej w Belo Horizonte dwa tramwaje o nr 55 i 69, które zostały wyprodukowane w 1930. W Lavras wagony otrzymały nr 3 i 4. W 1965 oba wagony zwrócono do Belo Horizonte i wagony o nr 1 i 2 wróciły do eksploatacji. Po zamknięciu linii w 1967 jeden z wagonów ustawiono na pętli przed dworcem. Wagon w tym miejscu pozostał do 1968. 